# Brake (Unterweser)

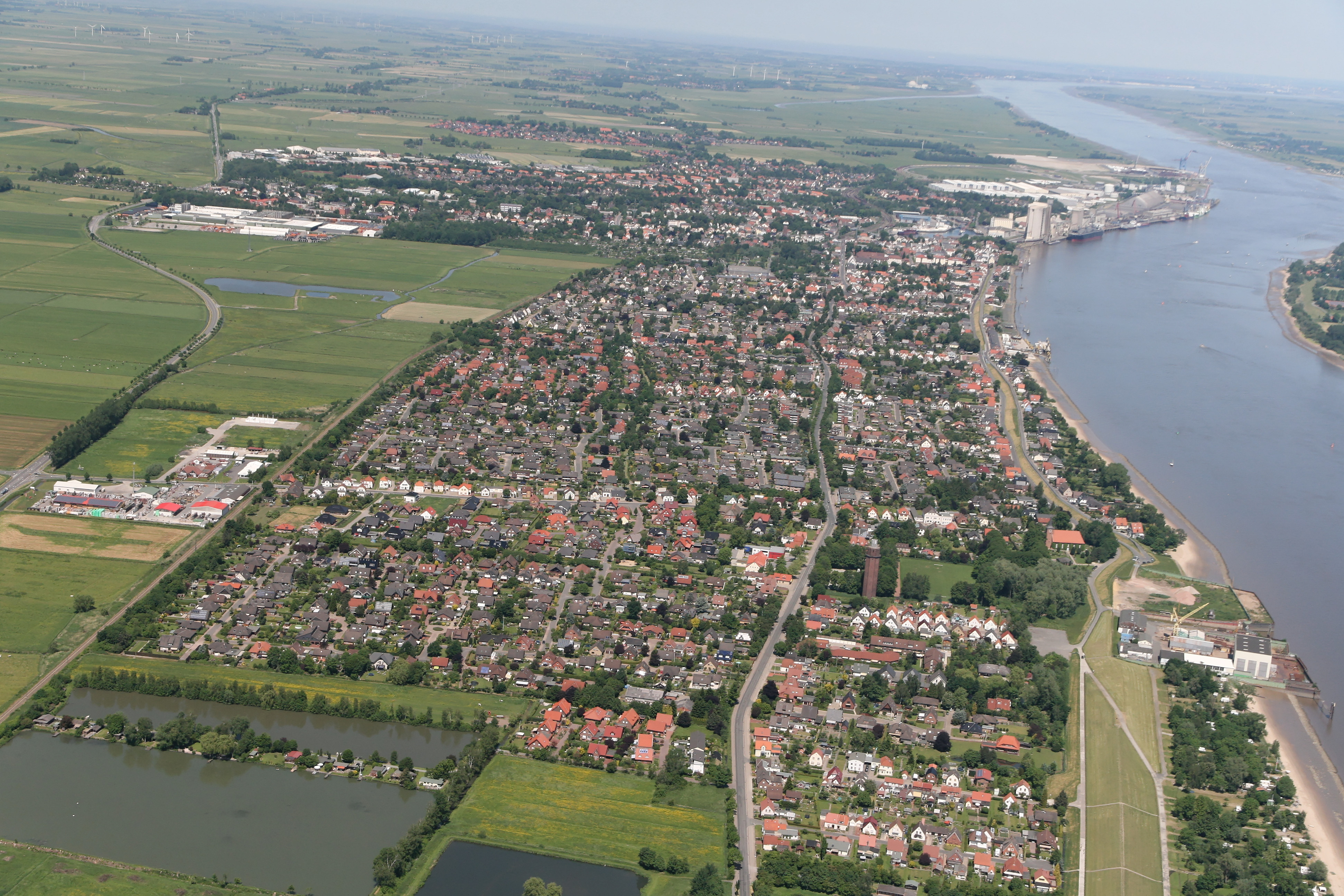
Luftbild von Brake von Süden aus, rechts die Weser

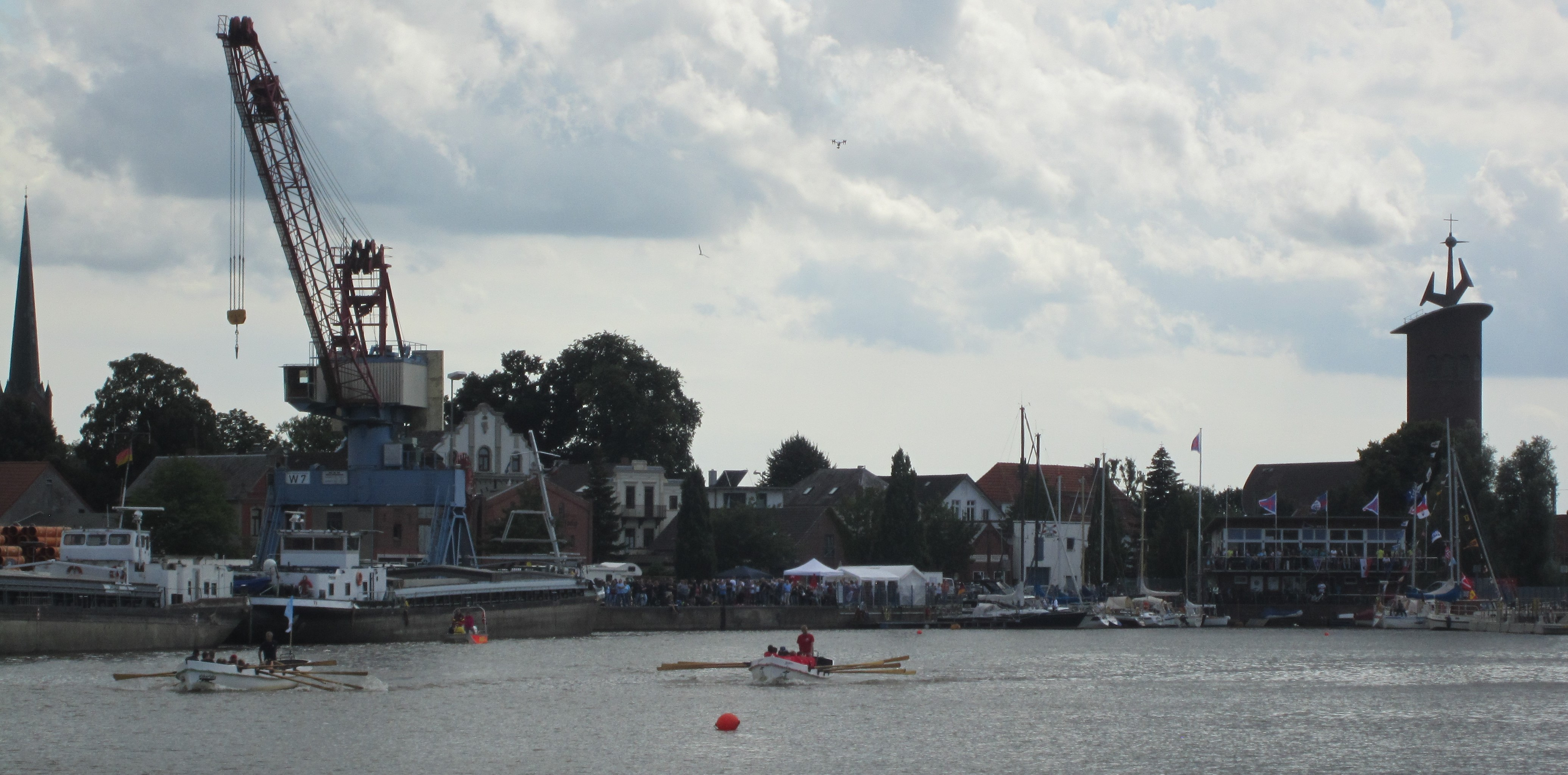
Panorama Brakes während des Hafenfestes 2016: Hinten links die evangelische Stadtkirche, hinten rechts die katholische Kirche St. Marien. Im Vordergrund der Binnenhafen mit einem Ruderwettbewerb

Brake (Unterweser) (Plattdeutsch Broak) ist die Kreisstadt des Landkreises Wesermarsch in Niedersachsen. Die Stadt gehört zum Oldenburger Land sowie seit 2005 zur europäischen Metropolregion Nordwest.

## Geografie

### Geografische Lage
Brake liegt im Zentrum des Städtevierecks Bremerhaven, Bremen, Oldenburg und Wilhelmshaven direkt am Westufer der seetiefen Unterweser. Im Norden grenzt Brake an die Gemeinde Stadland, im Süden an die Stadt Elsfleth und im Westen an die Gemeinde Ovelgönne. Die Stadt ist umgeben von flachem Marschenland, das überwiegend als Grünland genutzt wird. Im Osten, auf der gegenüberliegenden Weserseite, befindet sich die Insel Harriersand.

### Stadtgliederung
Das Stadtgebiet Brake ringsum der Kernstadt (Lockfleth) ist aufgeteilt in elf Stadtteile, die folgendermaßen verteilt sind:
- Schmalenfleth (im Norden)
- Golzwarden
- Boitwarden, Klippkanne (Nordosten gen Weserufer)
- Harrien (als historisches Zentrum)
- Harrierwurp, Hammelwarder Außendeich, Norderfeld und Süderfeld (im Westen, landwirtschaftlich geprägt)
- Kirchhammelwarden (Hammelwarden) und Käseburg (im Süden)

## Geschichte

### Mittelalter
Die ersten Fischer und Bauern, die vereinzelt auf den Wurten an der Weser bei Brake siedelten, bekamen um 1100 Zuwachs, als der Erzbischof von Bremen Kolonisten ins Land rief, die als Stedinger Geschichte machten. Sie bauten erste zusammenhängende Deiche von der Huntemündung bis Golzwarden. Die Dörfer Harrien und Hammelwarden entstanden. Von 1164 bis 1511 überfluteten vier große Sturmfluten das Gebiet, die die Stedinger Deiche zerstörten und denen tausende Menschen zum Opfer fielen.
Brake wurde erstmals am 25. beziehungsweise 30. Mai 1384 in einer Urkunde als Broak to Harghen (Harrien) erwähnt. Die Erwähnung erfolgte wegen eines großen, nicht wieder einzudämmenden Deichbruchs (Broak), der in der Nähe der Siedlung Harrien lag.
Zwischen dem neu entstandenen Jadebusen (1164, 1334 und 1362) und der Weser gab es große Insellandschaften. Nördlich von Elsfleth hatte sich ein Nebenarm der Weser gebildet, der sich bei Käseburg mit einem weiteren Durchbruch traf und nordwestlich von Harrien das Lockfleth traf. Das südliche Stück dieses Weserarmes hieß Balgegraben, der nördliche Rönnel. Ab 1512 wurden die Inseln durch die Oldenburger Grafschaft eingedeicht; zuerst die Rönnel, dann folgten 1526 die Abschnitte bei Lockfleth und Hammelwarden. Bis 1531 waren diese Deichbauten weitgehend abgeschlossen. Auf den drei eingedeichten Inseln entstanden die ersten Siedlungen von Braksiel, dem heutigen Brake.

### 17. bis 19. Jahrhundert
Nach 1624 plante der Oldenburger Graf Anton Günther einen Hafen, gebaut wurde er aber noch nicht. Eine Zollstation für die Weserschiffe entstand zum Leidwesen der Bremer; aber auch sie wurde bald darauf nach Elsfleth verlegt. Durch die Versandung der Weser wurde Brake aber dann doch Umschlagplatz für größere Überseeschiffe, die hier ihre Waren auf kleinere Leichter umladen mussten. Die Leichter fuhren nach Bremen, um an der Schlachte die Waren endgültig zu löschen. Packhäuser entstanden. Bis weit in das 18. Jahrhundert hinein legten die Schiffe am Südufer des Braker Außentiefs an. Um 1787 wurden in der Nähe der heutigen Kaje Duckdalben im offenen Strom eingerammt, an dem die größer werdenden Segler festmachen konnten. Brake blühte auf. Die Kontinentalsperre in Napoleonischer Zeit von 1806 bis 1814 unterbrach diese positive Entwicklung nur kurz.
Ab dem 17. Jahrhundert wurde Brake als Name für einen Wohnort verwendet: Braksiel und Harrierbrake. 1731 erbaute man das Fischerhaus an der heutigen Mitteldeichstraße, es ist das älteste noch erhaltene Gebäude in Brake. 1756 erfolgte die erste urkundliche Erwähnung Brakes als Hafen.
Ab 1814 bildete Brake eine eigene Kommune, und es entstand das Amt Brake.
Im 19. Jahrhundert entwickelte sich Brake jedoch zu einem bedeutenden Standort für die Schifffahrt. Von 1817 bis 1833 wurde Brake vom Dampfschiff Die Weser im Liniendienst angelaufen.
Am 4. Februar 1825 verwüstete eine Sturmflut die Stadt. Der Wiederaufbau wurde um 1830 abgeschlossen. Über 500 Bremer Schiffe wurden in diesen fünf Jahren in Brake umgeladen. Durch die Neugründung von Bremerhaven im Jahre 1827 endete dieser Aufschwung.
1835 wurde Brake zum Freihafen erklärt und 1842 Umschlagsplatz für den Viehexport nach England. Nach 1850 verlagerte der neugegründete Norddeutsche Lloyd den Umschlagestandort nach Nordenham. Die Optische Telegrafenlinie Bremen–Bremerhaven zur Weitergabe von Schiffsnachrichten wurden 1846 über Brake geführt. Von 1848 bis 1852 war Brake der Heimathafen der deutschen Reichsflotte. Nach dem Scheitern der Revolution und der Herstellung des alten Bundestages wurde am 2. April 1852 die Auflösung der Reichsflotte beschlossen.
Am 1. Mai 1856 erhielt Brake das Stadtrecht II. Klasse. Neben der Stadt Brake bestanden die heutigen Stadtteile Golzwarden und Hammelwarden mit Fünfhausen-Süd, Kirchdorf (Kirchhammelwarden), Käseburg und den Dorfschaften auf dem Hammelwardermoor sowie die meisten Weserinseln als selbstständige Gemeinden.
1861 erfolgte die Fertigstellung des Braker Binnenhafens. Rund 600 Schiffe liefen Brake im Jahr an. Ohne Anschluss an das neue, schnellere Verkehrsmittel Eisenbahn verringerte sich diese Zahl anschließend erheblich, 1873 erfolgte deshalb der Anschluss an das Eisenbahnnetz. 1892 wurde die Pieranlage gebaut und 1936 die Admiral-Brommy-Kaserne, die bis 1997 bestand, als sich die Marine von verschiedenen Standorten trennte. Die frei werdende Fläche kam dann der Hafenerweiterung zugute.

### Die neuere Zeit
Das Schiffahrtsmuseum der oldenburgischen Unterweser in Brake wurde 1960 im „Telegraphen“ eingeweiht. 1985 erweiterte sich das Museum um das „Borgstede und Becker Haus“. In diesem wurde die Dauerausstellung nach anderthalbjährigem Umbau im Jahre 2007 neu eröffnet. Im Jahre 2008 kam in Elsfleth mit der „Villa Steenken“ ein drittes Gebäude hinzu. Die endgültige Eröffnung dieses Museumsgebäudes erfolgte im Jahre 2010. Seit 2009 nennt sich das Schifffahrtsmuseum „Schiffahrtsmuseum Unterweser“.
1972 entstand das Kultur- und Sportzentrum mit Stadtbad und Großsporthalle. 1974 erfolgte der Baubeginn des Kreisberufsschulzentrums.

### Historische Presse

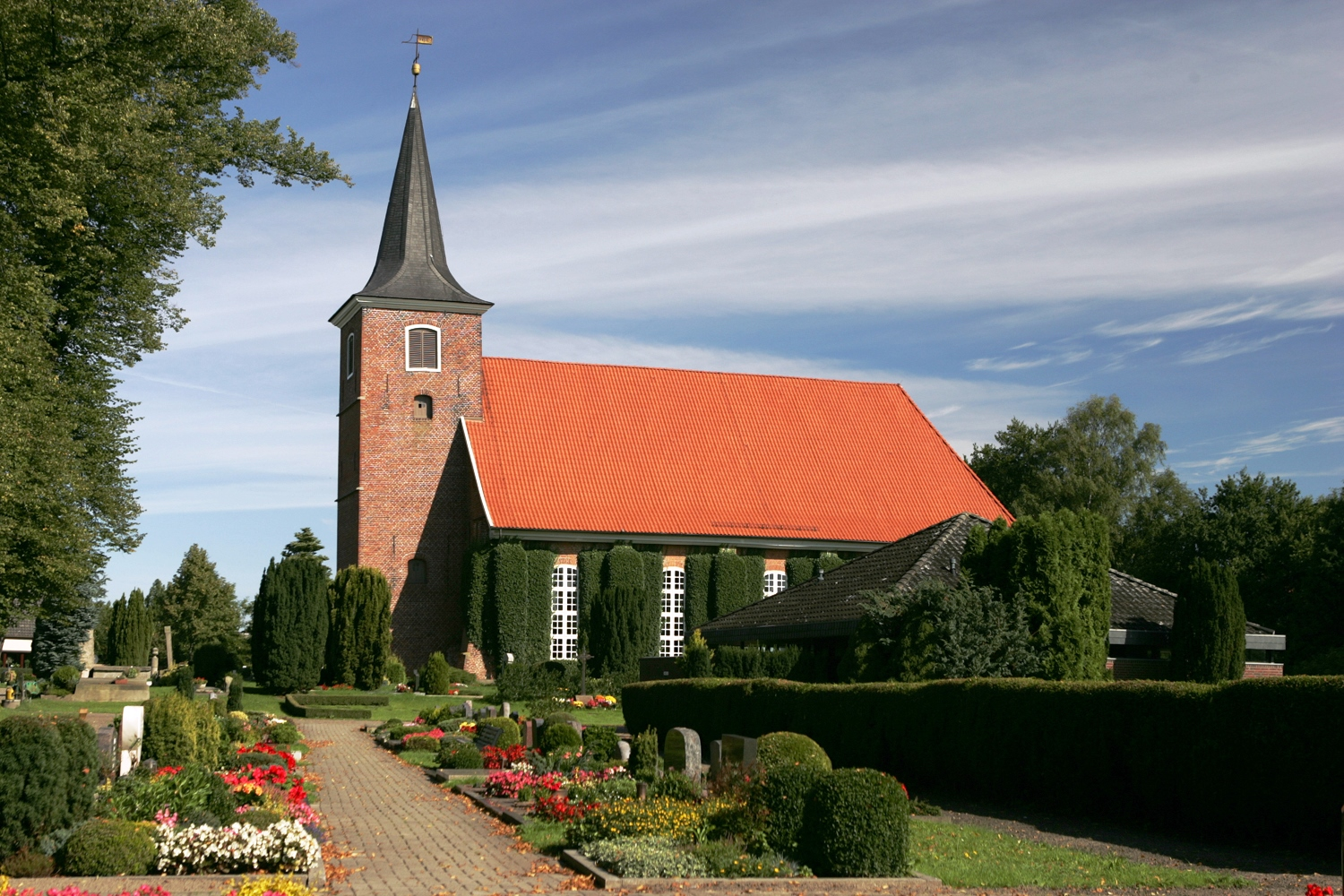
Friedrichskirche (Kirchhammelwarden)

Von 1856 bis 1939 besaß Brake mehrere selbstständige Zeitungen.

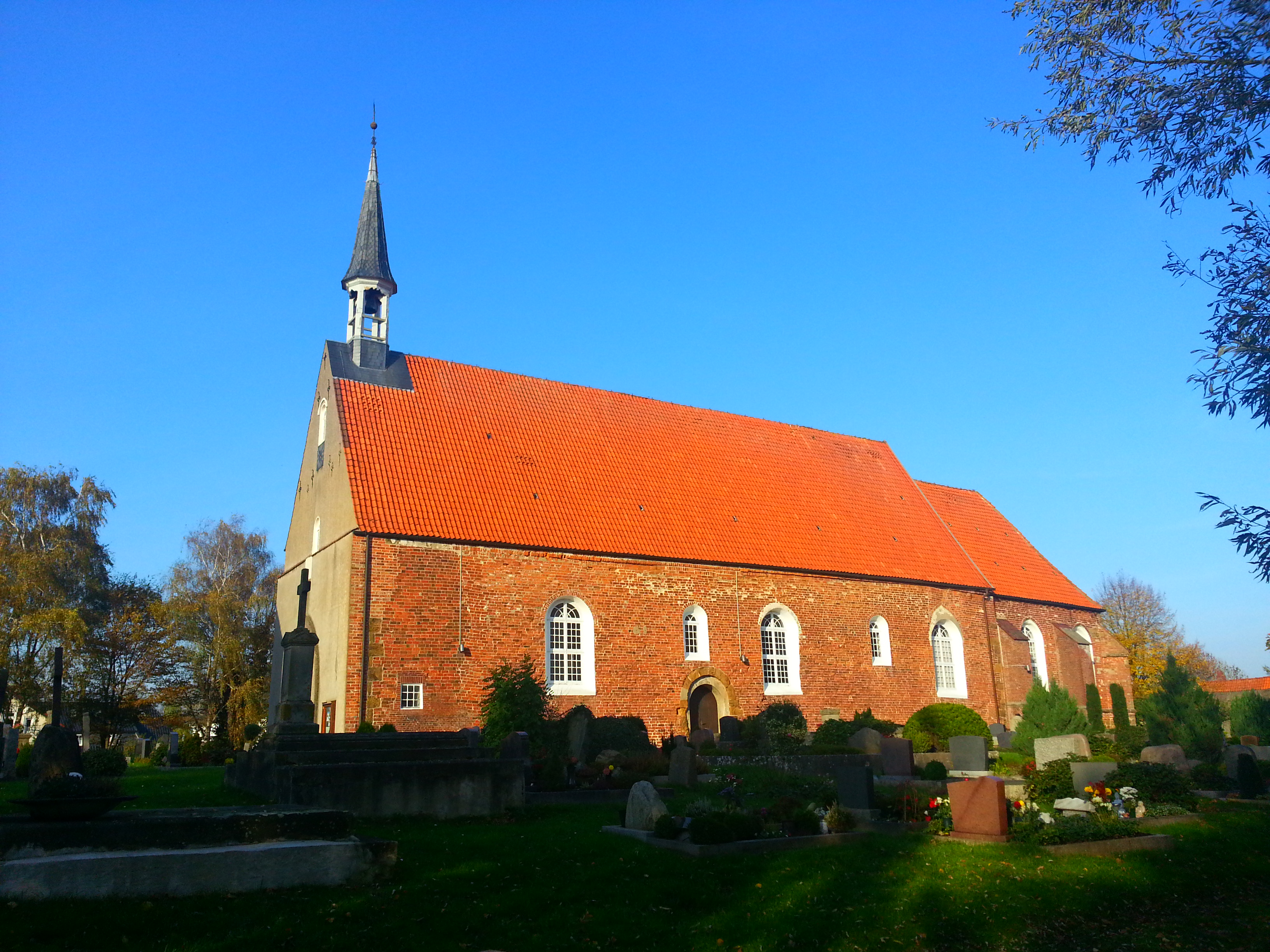
St.-Bartholomäus-Kirche (Golzwarden)

1856 wurde das Braker Wochenblatt. Intelligenzblatt für Stad- und Butjadingerland u. Amt Elsfleth gegründet. Es wurde 1858 in Braker Anzeiger und Wochenblatt für den Kreis Ovelgönne u. Amt Elsfleth umbenannt und hieß von 1865 bis 1867 Braker Anzeiger.
1867 wurde der Braker Anzeiger in Der Weserbote umbenannt, der bis zur letzten Ausgabe des Blattes am 24. März 1939 wechselnde Untertitel besaß. Die politische Ausrichtung der Zeitung war bis 1900 unabhängig, danach deutschnational. Die Zeitung wurde wie ihre Vorgänger von der Firma Lehmann in Brake gedruckt. Die Ausgaben von 1858 bis 1938 sind in der Landesbibliothek Oldenburg archiviert.
Von November 1875 bis Juni 1881 existierte die Braker Zeitung, die von W. Auffurth, der offenbar auch ihr Chefredakteur war, in Brake gedruckt wurde. Die politische Ausrichtung war nationalliberal. Die Ausgaben von 1876 bis 1881 befinden sich in der Landesbibliothek Oldenburg, die erste Ausgabe im Internationalen Zeitungsmuseum der Stadt Aachen.
Von 1920 bis 1925, genaue Daten sind nicht bekannt, gab die USPD, dann die SPD in Brake die Volkszeitung für das Stad- und Butjadingerland heraus, die in Wilhelmshaven gedruckt wurde und zunächst eine Parallelausgabe der Ostfriesischen Volks-Zeitung in Emden war. Einige Ausgaben sind in der Landesbibliothek Oldenburg erhalten geblieben.
1945 erschien kurzfristig ein Mitteilungsblatt der amerikanischen Besatzungsmacht, The Larkspur Leader. 110th Field Artillery Battalion, das vom Special Service des Bataillons herausgegeben wurde.

### Eingemeindungen
Am 1. März 1974 wurde ein Teil der Nachbargemeinde Ovelgönne (Ortsteil Golzwarden) mit damals mehr als 1000 Einwohnern eingegliedert.

### Ausgliederungen
Am 1. März 1974 wurden die rechts der Weser gelegenen Gebiete der Stadt an die Gemeinde Schwanewede (Landkreis Osterholz) abgetreten.

### Einwohnerentwicklung
|  |

(jeweils zum 31. Dezember)

## Politik

### Stadtrat
Der für fünf Jahre gewählte Rat der Stadt Brake (Unterweser) besteht seit 2016 aus 30 Ratsmitgliedern. Die neue Amtszeit begann am 1. November 2021 und endet am 31. Oktober 2026. Stimmberechtigt im Rat ist zudem der hauptamtliche Bürgermeister.
Das Ergebnis der Kommunalwahl am 12. September 2021 und die sich daraus ergebende Sitzverteilung ist in nebenstehenden Diagrammen dargestellt.

### Ehemalige Bürgermeister
(Quelle: )
- 1856 - 1881 Hermann Gerhard Müller
- 1881 - 1909 Friedrich August Schumacher
- 1909 – 1911 Julius Schulze
- 1911 – 1919 Ernst A. M. Wempe
- 1919 – 1927 Konsul Heinrich Oltmann Thyden
- 1928 – 1933 Hans Winters
- 1933 – 1945 Karld Reich

Vertreter bzw. kommissarische Bürgermeister:
- 24.09.1940-19.03.1945 Hinrich Lühring
- 19.03. 1945 – 07.05.1945 Ernst Ibbeken, Bürgermeister in Elsfleth
- 07.05. 21.05.1945 Hans/Johannes Müller
- 1945 – 1946 Anton Hoffmann
- 1946 – 1949 Friedrich Behrends
- 1949 – 1952 Friedrich Bremer
- 1952 – 1953 Anton Hoffmann
- 1953 (26.11.-15.12.) Johannes Müller
- 1953 – 1956 Robert Brandt
- 1956 – 1959 Max Schwarz
- 1959 (02.-13.07) Friedrich (Fritz) Meyer
- 1959 – 1961 Joseph Mikolajczyk
- 1961 – 1968 Heino Bredendiek
- 1968 - 1976 Joseph Mikolajczyk
- 1976 - Manfred Bergner
- 2000 – 2006 Uta Maron
- 2006 – 2014 Roland Schiefke
- 2014 – Michael Kurz

### Bürgermeister
Bei der Bürgermeisterwahl am 12. September 2021 wurde Michael Kurz (SPD) für das Bürgermeisteramt ohne Gegenkandidaten wiedergewählt. Kurz erhielt 71,22 % Stimmen, es gab 28,78 % Nein-Stimmen. Die Wahlbeteiligung lag bei 47,78 %. Damit ist Kurz seit dem 1. November 2014 Bürgermeister Brakes.

### Wappen
Das Wappen der Stadt besteht aus drei Teilen. Die linke obere Hälfte des Wappens zeigt einen halben Reichsadler als Zugehörigkeit zu Friesland. Kaiser Barbarossa erlaubte den Friesen den Adler im Wappen zu führen, weil diese ihm zuvor in Kriegszügen beigestanden hatten. Die rechte obere Hälfte des Wappens zeigt die gelben Felder mit den roten Balken der Grafschaft Oldenburg und die blauen Felder mit den gelben Kreuzen der Grafschaft Delmenhorst. Die untere Hälfte zeigt ein Segelschiff für die Bedeutung Brakes als wichtige Hafenstadt an der Unterweser. Das Wappen wurde der Stadt vom Großherzog von Oldenburg am 3. Juli 1911 verliehen. Vorher führte die Stadt kein Wappen.

### Städtepartnerschaften
Seit dem 5. Mai 2006 besteht eine Städtepartnerschaft mit der Stadt Zwiesel im Bayerischen Wald.

## Sehenswürdigkeiten

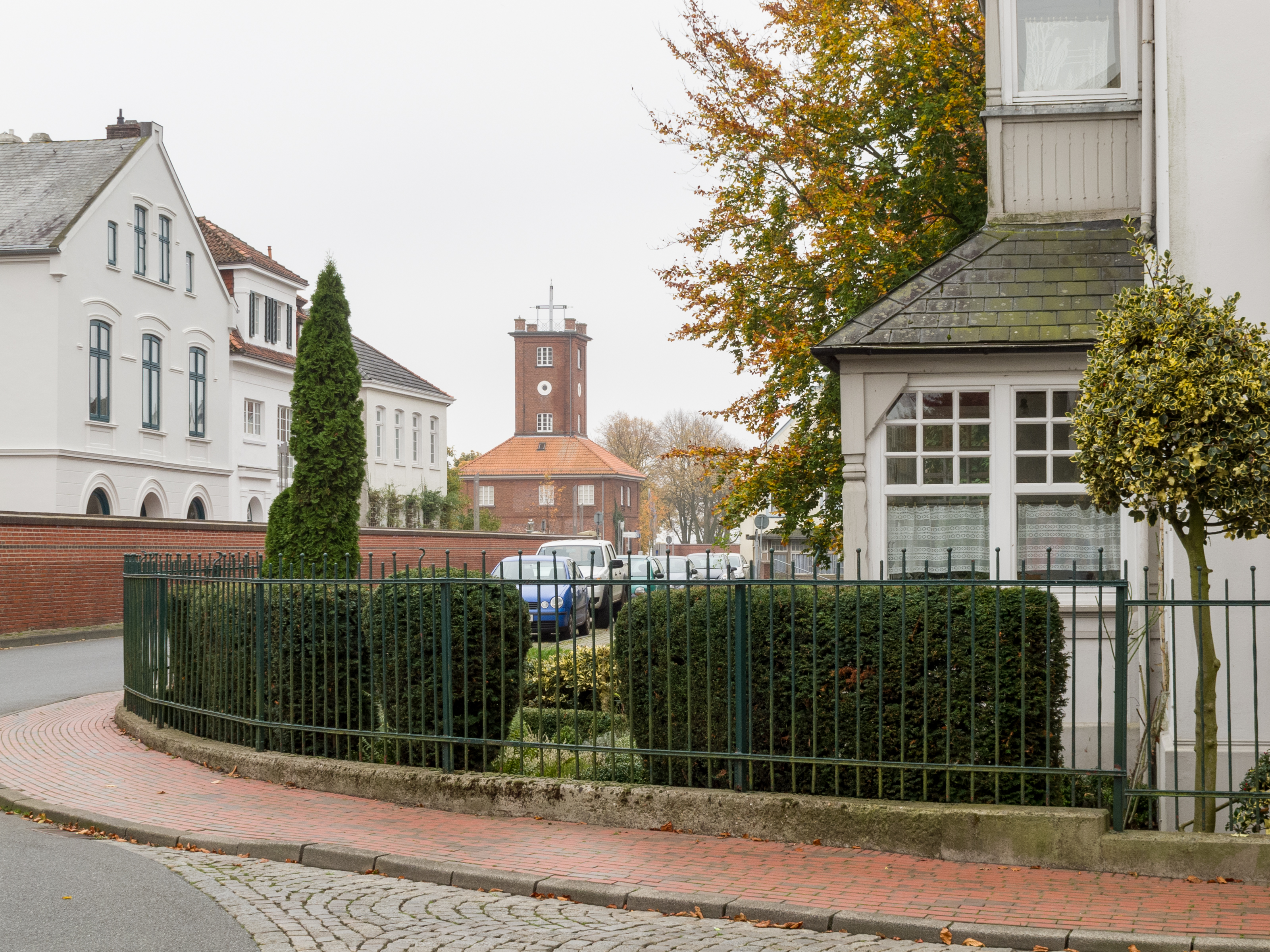
Häuser- und Hochwasserschutzwand an der Mitteldeichstraße

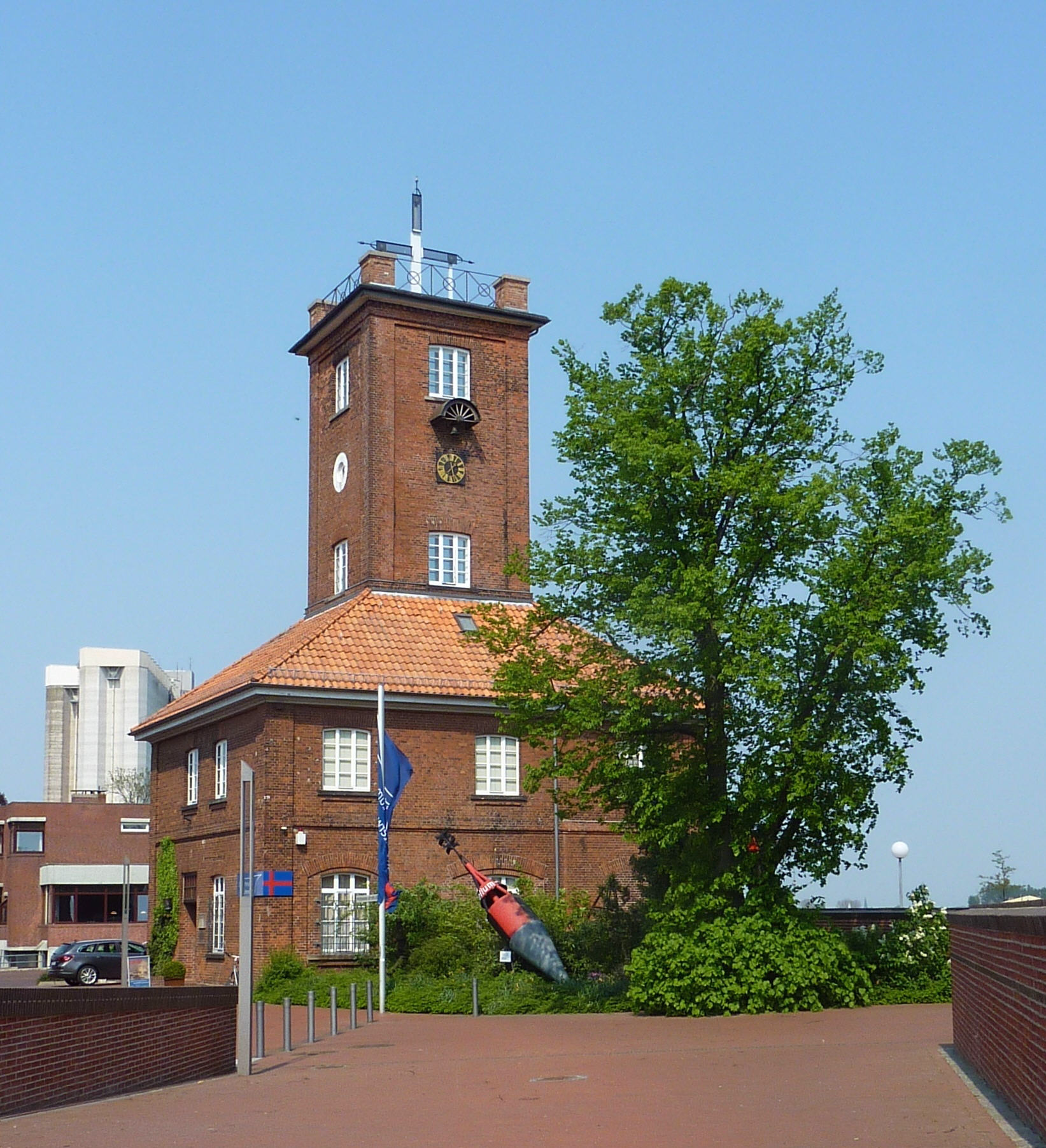
Schifffahrtsmuseum der Oldenburgischen Weserhäfen Brake

Brakes Wahrzeichen ist der 1846 unter dem oldenburgischen Großherzog August I. errichtete Telegraph. Der turmartige Backsteinbau wurde nach Planung von Otto Lasius ausgeführt und war Bestandteil einer zwischen Bremen und Bremerhaven eingerichteten optischen Telegraphenlinie. Das Gebäude beherbergt seit 1960 das Schiffahrtsmuseum der oldenburgischen Unterweser. Anhand zahlreicher Ausstellungsstücke wie Schiffsporträts und -modellen, Galionsfiguren, Seekarten, nautischen Instrumenten und Reisemitbringseln wird auf insgesamt sieben Geschossen die Schifffahrtsgeschichte des oldenburgischen Unterweserraums dokumentiert. Wrackteile der Pamir erinnern an deren Untergang.

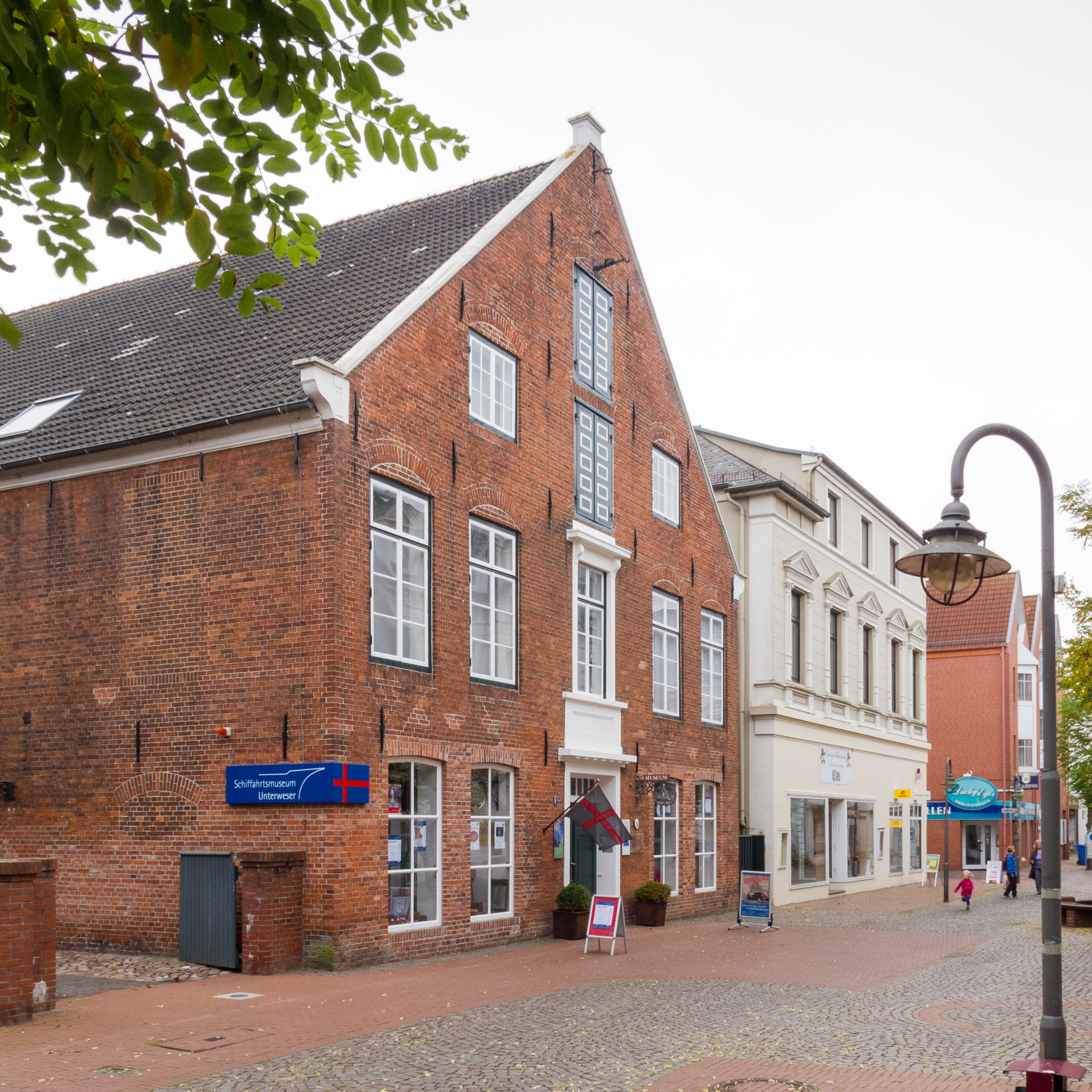
Brake, Breite Straße, Schifffahrtsmuseum Unterweser

In einem in unmittelbarer Nähe des Telegraphen gelegenen Kaufmanns- und Reederhaus aus dem Jahr 1808 ist seit 1985 der zweite Teil der Sammlung des Schifffahrtsmuseums untergebracht. Sie besteht aus einem kompletten Schiffsausrüster-Laden aus der Zeit um 1900, einer Segelmacherwerkstatt, einem historischen Reedereikontor und der Einrichtung eines Wohnraums von Admiral Karl Rudolf Brommy, dem Befehlshaber der ersten deutschen Flotte.
Weiter sind die historischen Dorfkirchen in den Stadtteilen Golzwarden und Kirchhammelwarden sehenswert. Die Golzwarder Kirche beherbergt eine Orgel des bekannten Orgelbauers Arp Schnitger. Einen einzigartigen Blickfang stellt der Turm der katholischen Kirche St. Marien im Stadtzentrum dar: Auf dem Turmdach ist ein weithin sichtbarer Anker platziert.
Im Jahr 1990 entstand die aus Sandstein bestehende Freiplastik Wartende des Künstlers Norbert Marten an der Kaje.
Ein Wahrzeichen des Ortsteils Kirchhammelwarden ist der Wasserturm Kirchhammelwarden.

## Wirtschaft und Infrastruktur

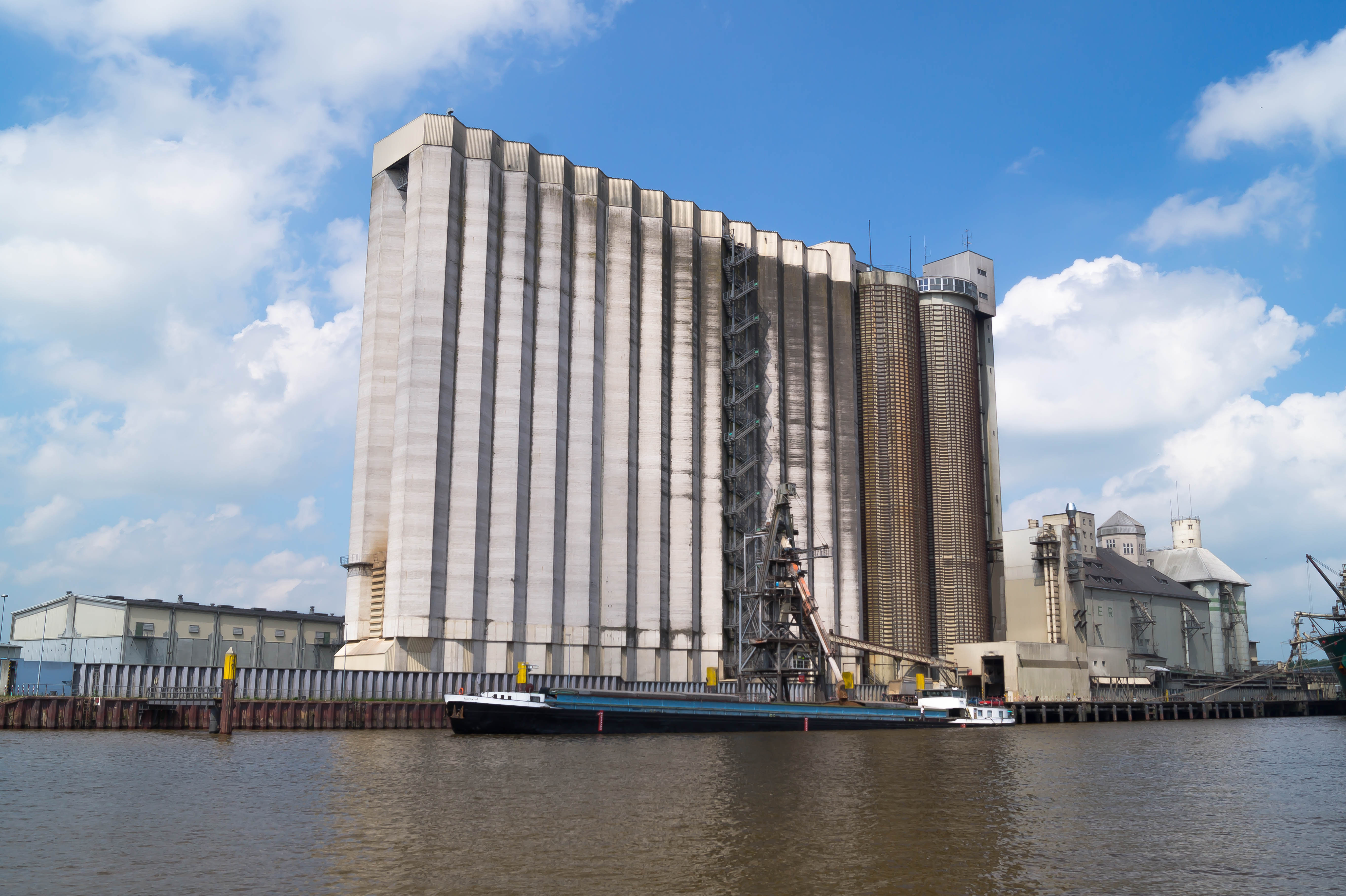
Blick von der Guntsiet auf Getreidesilo am Braker Südhafen

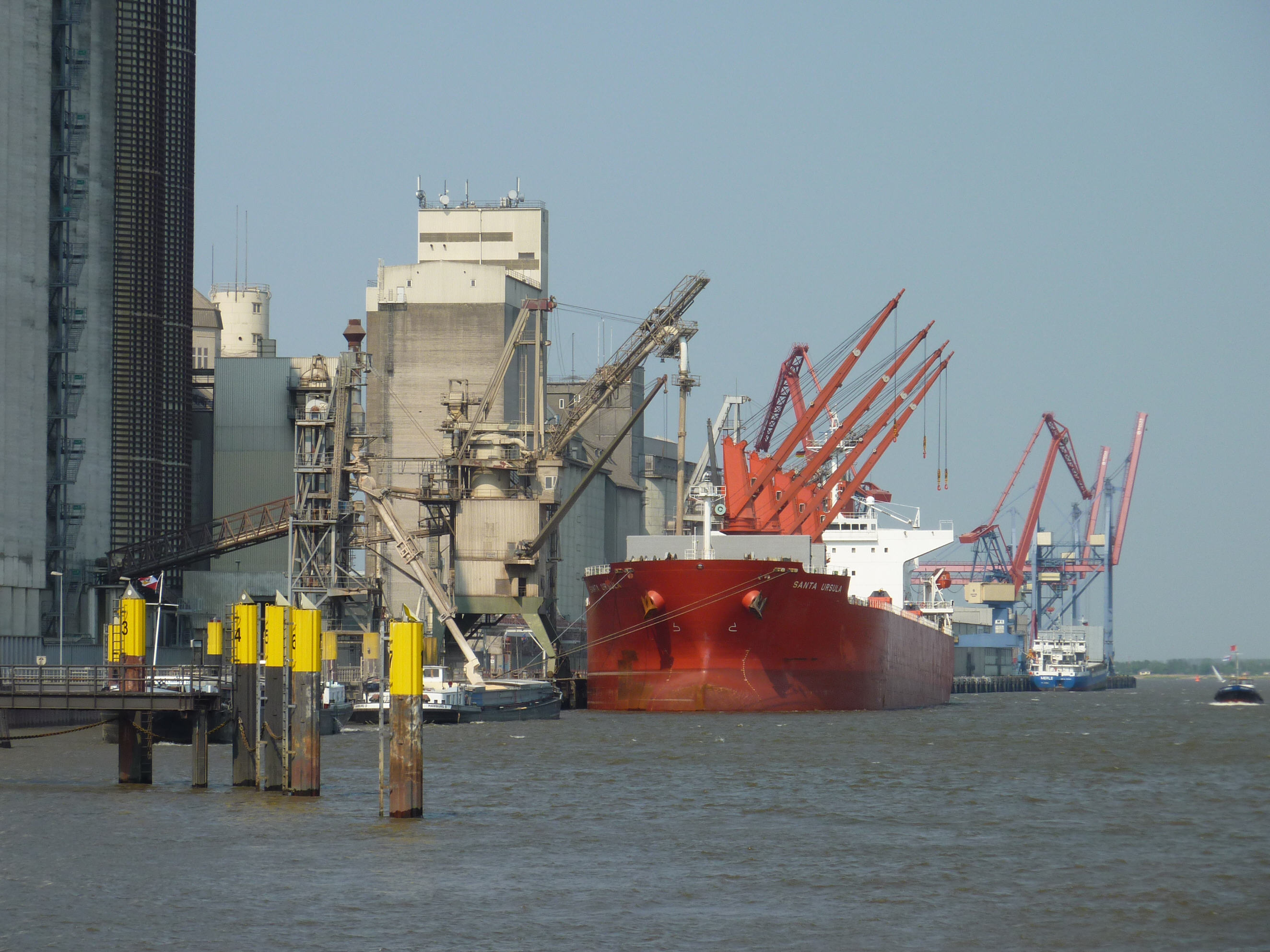
Frachtschiffe im Braker Seehafen

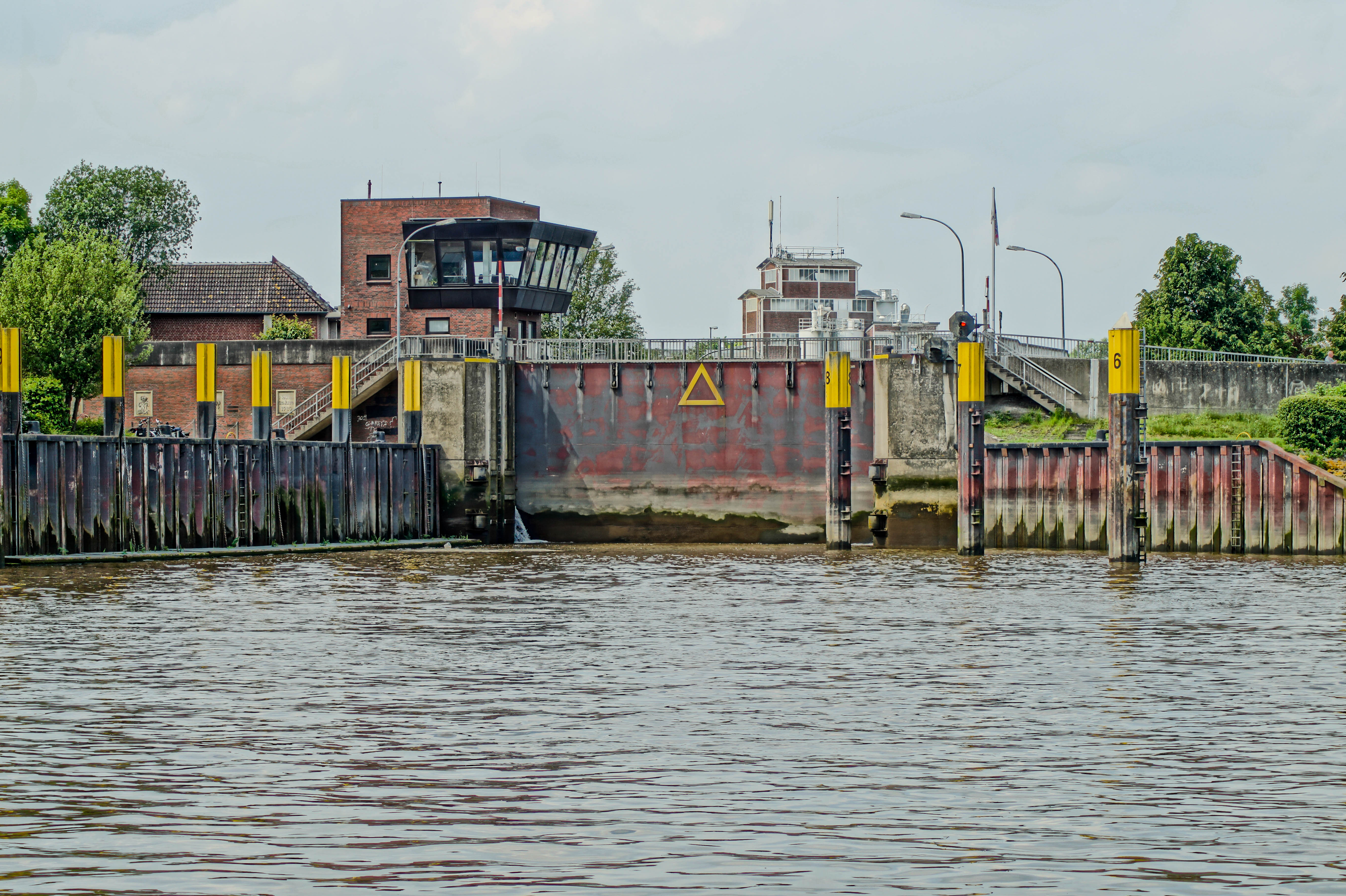
Braker Schleuse zum Binnenhafen

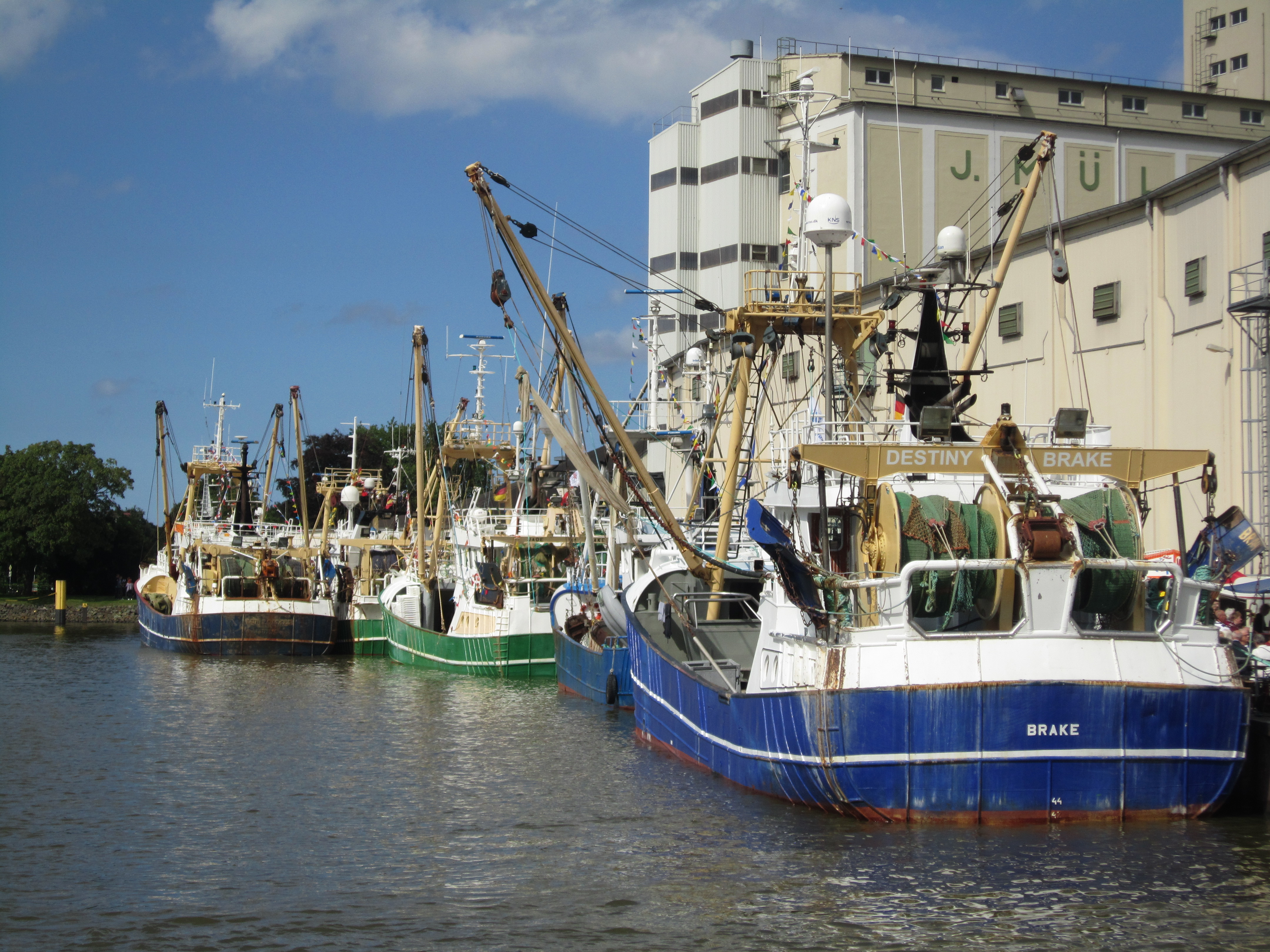
Binnenhafen

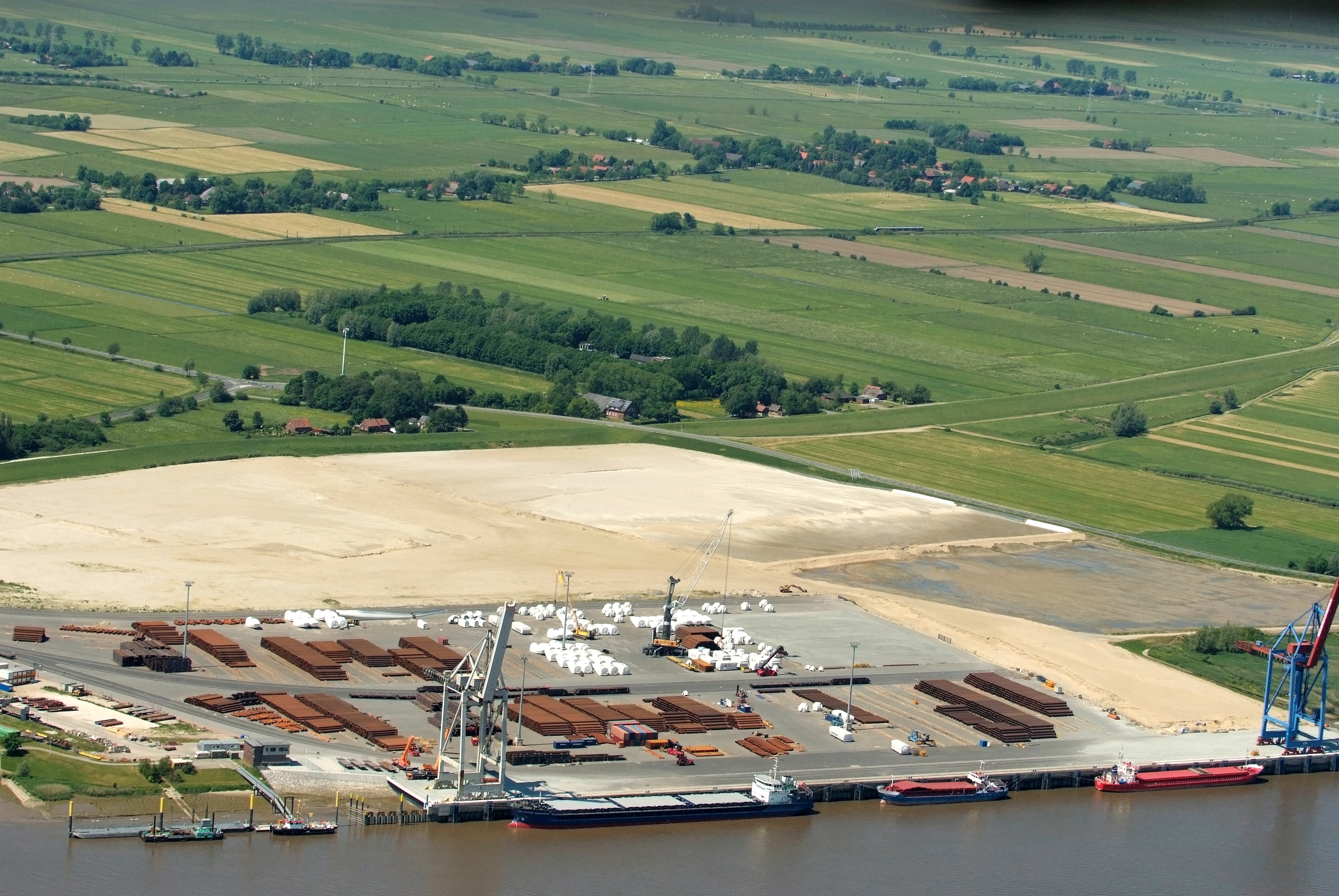
Niedersachsenkai im Norden von Brake

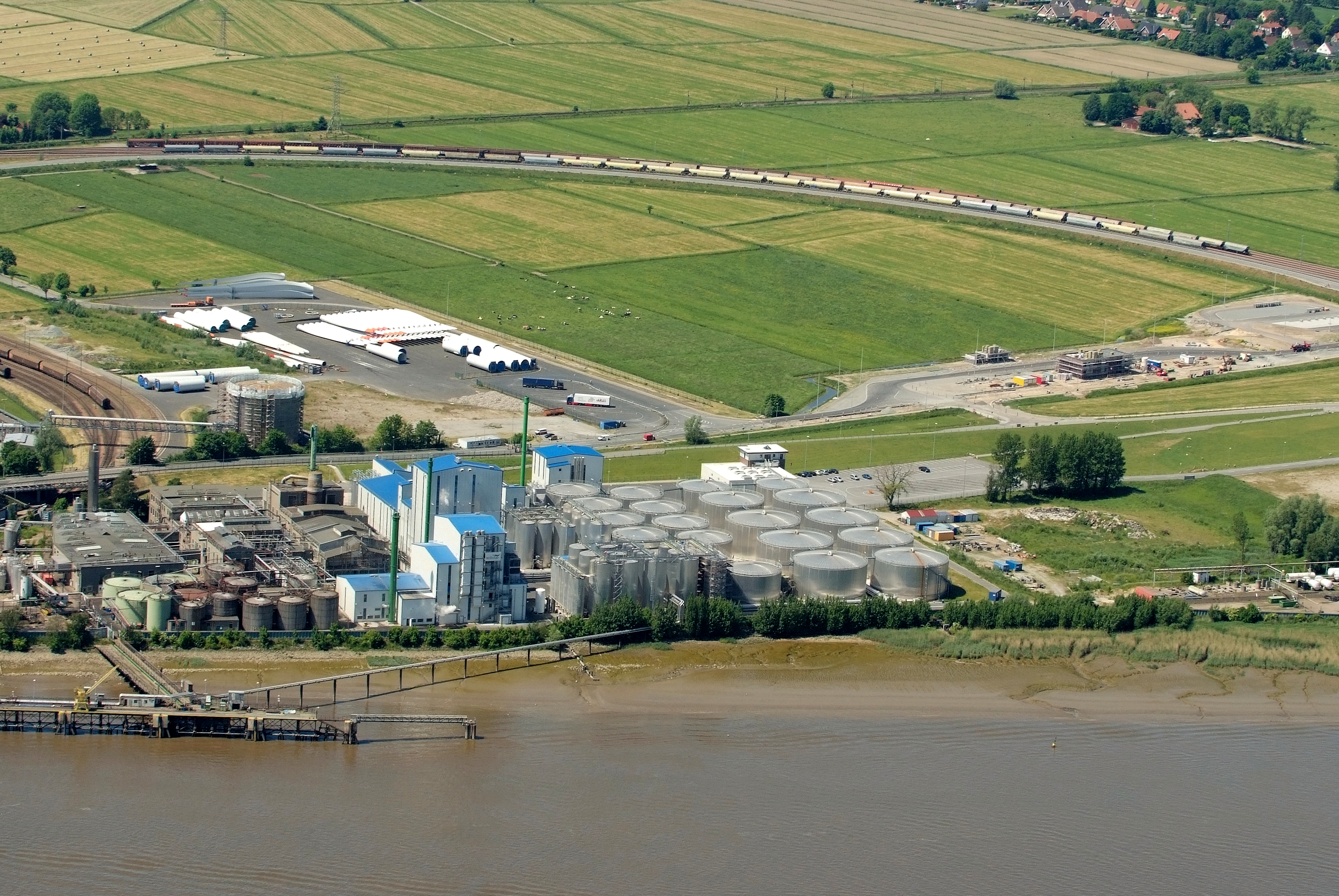
Fettraffinerie Wilmar Edible Oils

Bedeutende Industriebetriebe und Arbeitgeber sind ein Zweigwerk der REHAU Gruppe, die Hafenbetriebe J. Müller sowie Niedersachsen Ports GmbH & Co. KG, das Stahl- und Maschinenbauunternehmen Hermann GmbH Maschinenbautechnologie an der ehemaligen Werft C. Lühring, die Spedition L. I. T. sowie die Fettraffinerie Olenex Edible Oils (ehemals Wilmar Edible Oils, früher Unilever). Im Binnenhafen liegt das Mineralmahlwerk SIBELCO (vormals: North Cape Minerals sowie Mandt & Co). Eine Anfang 2007 am Bau interessierte Bioraffinerie zog ihre Pläne wieder zurück. Etwa einen Kilometer südlich der Innenstadt erstreckt sich der Bauhof Brake des Wasserstraßen- und Schifffahrtsamtes Weser-Jade-Nordsee am Ufer der Weser.
Brake ist ein Mittelzentrum und als Kreisstadt des Landkreises Wesermarsch Sitz zahlreicher Behörden.
Für rund 50.000 Einwohner im Einzugsbereich (von insgesamt über 90.000 Einwohnern im Landkreis Wesermarsch) erfüllt Brake diverse Versorgungsfunktionen in den Bereichen Handel, Gesundheitswesen, Soziales und Kultur.

### Hafen
Die Lage Brakes am tiefen Fahrwasser der Unterweser war ausschlaggebend für die historische Entwicklung der Stadt und die Wettbewerbsfähigkeit ihres Hafens.
Der Hafen dient als Umschlagstelle für die traditionellen Massenschüttgüter Getreide, Futter- und Düngemittel, Schwefel sowie die Massenstückgüter Holz, Papier, Eisen und Stahl. Zusätzlich gewinnt der Umschlag von Projektladung, Stück- und Schwergut sowie Containern ständig an Bedeutung und bildet einen weiteren Schwerpunkt.
Heute kann der Braker Seehafen von Schiffen mit 11,9 m Tiefgang und einer Tragfähigkeit von bis zu 45.000 tdw angelaufen werden. Im Tide-unabhängigen „Binnenhafen“ (Dockhafen) werden LASH-Barges, Kümos und Binnenschiffe für den europäischen Verkehr abgefertigt. Per Binnenschiff werden regelmäßig umfangreiche Transporte über die Weser oder über die Hunte und den Küstenkanal von und nach Brake durchgeführt.
Im Jahr 2003 wurden rund 5,27 Mio. Tonnen Güter im Seeverkehr umgeschlagen. Zusammen mit dem Binnenschiffverkehr belief sich der Umschlag auf 6,28 Mio. t. Im Jahr 2004 wurde der bis dahin frei zugängliche Seehafen im Zuge der Umsetzung der ISPS-Vereinbarungen vollständig eingezäunt. Die Nordstraße wurde dem öffentlichen Verkehr entzogen und, ebenso wie das Gelände der ehemaligen Marineschule, dem Hafengebiet zugeschlagen. Zugang zum Hafengelände haben seitdem nur noch autorisierte Personen. Ab 2007 wurde der Hafen im Norden erweitert. Bis zum Frühjahr 2012 entstanden zwei Liegeplätze für größere Seeschiffe (Panmax-Klasse) am neuen 450 Meter langen „Niedersachsenkai“ und eine Erweiterung durch Gleisanlagen, Lagerhallen und weiterem. Hier wird verstärkt die Infrastruktur für den zunehmenden Offshore-Versorgungsverkehr der Nordsee angeboten.
2020, im ersten Jahr mit der COVID-19-Pandemie, wurden im Braker Hafen insgesamt 5,45 Mio. t (− 17 % zu 2019) umgeschlagen, davon 2,09 Mio. t Stückgut (+ 3 %) und 2,88 Mio. t Schüttgut (2019: 4,04 Mio. t). 2021 waren es nur noch 5,1358 Mio. t (− 6 %).

### Bildungseinrichtungen
Grundschulen
- Eichendorffschule Brake, katholische Grundschule
- Grundschule Boitwarden
- Theodor-Dirks-Grundschule Golzwarden
- Grundschule Harrien
- Grundschule Kirchhammelwarden

Weiterführende Schulen in Brake
- Integrierte Gesamtschule (IGS); bis 2013 Haupt- und Realschule (HRS) Brake
- Gymnasium Brake

Berufsbildenden Schulen für den Landkreis Wesermarsch
- Berufliche Gymnasien für Wirtschaft, Gesundheit/Soziales, Technik
- Fachoberschulen Technik, Wirtschaft
- Fachschulen Sozialpädagogik, Heilpädagogik
- Berufsfachschulen Altenpflege, Pflegeassistenz, Sozialassistenz, Sozialpädagogik, Wirtschaft, Holztechnik, Bautechnik, Agrarwirtschaft, Metalltechnik, Elektrotechnik, Hauswirtschaft und Pflege, Gastronomie, Friseurtechnik
- Berufseinstiegsklasse
- Berufsvorbereitungsjahr
- Berufsschule für diverse Berufe

Förderschulen
- Pestalozzischule Brake
- Staatlich anerkannte Tagesbildungsstätte der Lebenshilfe Wesermarsch für Menschen mit Behinderung e. V.

Sonstige Schulen
- Kreisvolkshochschule Wesermarsch
- VHS Brake
- Musikschule Wesermarsch

### Sport
Für sportliche Zwecke stehen u. a. ein Hallenbad, ein Stadion mit Leichtathletikanlagen, ein reines Fußballstadion mit Kunstrasen, Tennisplätze, eine Tennishalle, zwei Großsporthallen und eine Eisstockbahn zur Verfügung.
Brake war 2008 der Austragungsort der Deutschen Meisterschaft im Korbball. Der SV Brake hatte sich ebenfalls für die Teilnahme an den Deutschen Meisterschaften qualifiziert und gewann den 3. Platz.
Das erste Fußballstadion mit einem Kunstrasenplatz in Deutschland wurde in den 1970er Jahren an der Bahnhofstraße errichtet. Im Sommer 2014 wurde der Platz neu erstellt und verfügt über einen Kunstrasen der fünften Generation.

### Öffentliche Einrichtungen

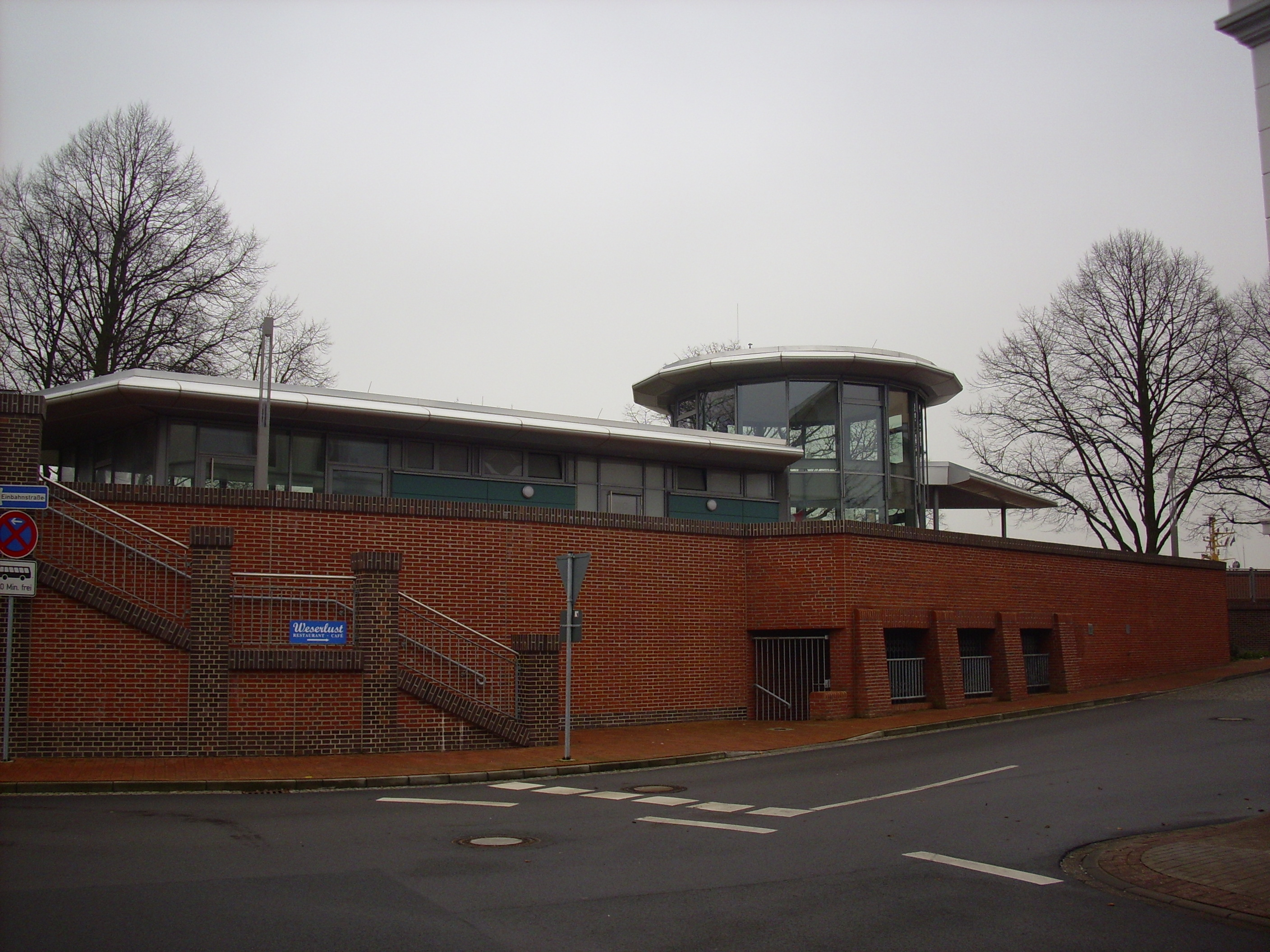
Informationsstand an der Kaje

### Feuerwehr
In der Stadt Brake gibt es die Freiwillige Schwerpunktfeuerwehr Hafenstraße in der Heinestraße (Hafenstraße deshalb, weil sie in der Hafenstraße im Jahr 1862 gegründet wurde und bis zum Jahr 1997 in dem dortigen Feuerwehrhaus ihren Dienst verrichtete). Weiterhin gibt es die Stützpunktfeuerwehr Hammelwarden im Stadtsüden sowie die Stützpunktfeuerwehr Golzwarden im Stadtnorden.
Außerdem liegt in Brake die Feuerwehrtechnische Zentrale des Landkreises Wesermarsch. Die Kreisfeuerwehr Wesermarsch bildet sich aus den 45 Ortsfeuerwehren der neun Städte und Gemeinden im Landkreis, der Feuerwehrtechnischen Zentrale und den fünf Werkfeuerwehren. Aus der Kreisfeuerwehr bilden sich wiederum die Kreisfeuerwehrbereitschaft, der Umweltzug, die Kreisjugendfeuerwehr, die Kreisausbildung und noch weitere Fachgruppen.
Der Grund für die Feuerwehren im Stadtgebiet ist bedingt durch die hohe Brandlast, die vom Hafen ausgeht. Die Freiwillige Feuerwehr Hammelwarden existiert offiziell seit mehr als 75 Jahren, doch schon vor 125 Jahren gab es ein Feuerlöschwesen in Hammelwarden.

### Gesundheitswesen
Brake besitzt mit dem St.-Bernhard-Hospital ein Krankenhaus in kirchlicher Trägerschaft, das über 110 Betten verfügt. Ende 2009 wurde es um ein Ärztehaus erweitert.
Weiterhin gibt es verschiedene Arztpraxen im Stadtgebiet und das Gesundheitszentrum Wesermarsch Mitte im Stadtteil Hammelwarden. Hier sind neben einer Apotheke diverse Facharztpraxen angesiedelt. Das Konzept des Gesundheitszentrums entspricht dem „Ärztehaus der kurzen Wege“.

### Marine
Brake war lange Zeit ein wichtiger Standort für die Ausbildung der Seeleute der Marine. In der 1936 gebauten Admiral-Brommy-Kaserne wurden Matrosen und Unteroffiziere auf den technischen Dienst an Bord vorbereitet.
Nach Gründung der Bundeswehr wurde hier im Wesentlichen die Grundausbildung für die Wehrpflichtigen in den technischen Verwendungsreihen der Marine MD 41 (Dampftechnik), MM 42 (Antriebstechnik), ME 43 (Elektrotechnik) und 44 (Schiffsbetriebstechnik) durchgeführt.
1997 zog der komplette Lehrbetrieb in die neugebaute Marinetechnikschule Parow um, die seitdem alle technischen Ausbildungseinheiten der Marine bis auf die Schiffssicherungstechnik (Neustadt in Holstein) und die Marineoperationsschule (Bremerhaven) umfasst. Die Gebäude der Admiral-Brommy-Kaserne wurden im Jahre 2000 abgerissen und das Gelände in den Seehafenbereich einbezogen. Es blieben lediglich die für Offiziere und Unteroffiziere unmittelbar vor dem Kasernentor gelegenen Wohnhäuser, weitere Wohnhäuser in der Brommystraße sowie das ehemalige Offizierskasino am Friedensplatz erhalten. Das vormalige Kasino wird vom Diakonischen Werk Oldenburg als Wohnheim zur Wiedereingliederung von Suchtkranken in die Gesellschaft genutzt.

### Verkehr

#### Eisenbahn

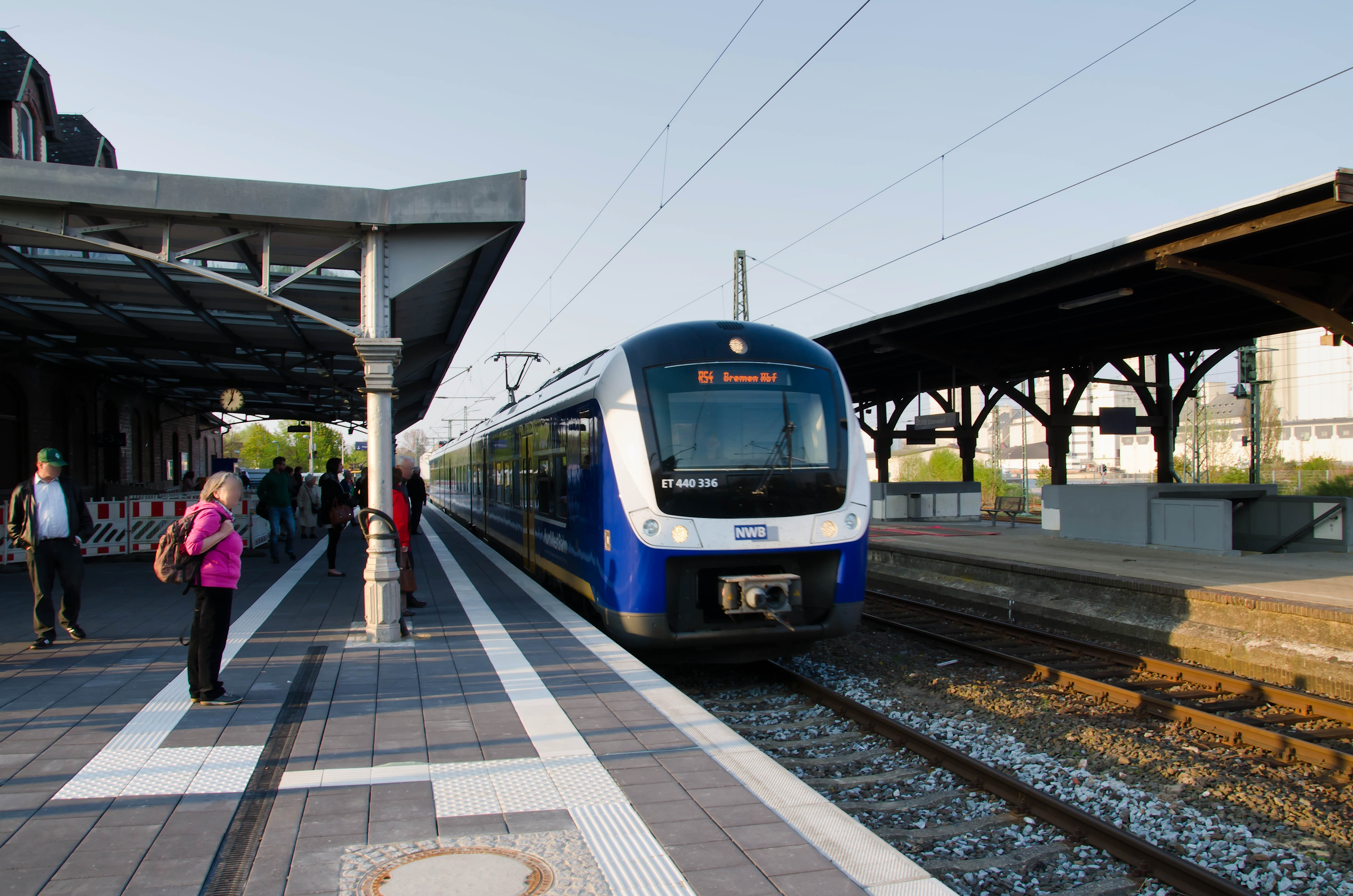
Bahnhof Brake, mit Zug der Linie RS 4 der Regio-S-Bahn Bremen/Niedersachsen

Die Stadt Brake liegt an der Bahnstrecke Hude–Nordenham der Deutschen Bahn. Brake war außerdem Endpunkt der mittlerweile stillgelegten Strecke aus Oldenburg. Zudem besaß Brake über das benachbarte Rodenkirchen Anschluss an die Bahnstrecke Varel–Rodenkirchen nach Varel. Dem historischen und unter Denkmalschutz stehenden Braker Bahnhofsgebäude von 1900 droht nach 18-jährigem Leerstand und Vernachlässigung durch den Eigentümer Deutsche Bahn der Abriss.
Seit Mitte Dezember 2010 ist Brake in das Netz der Regio-S-Bahn Bremen/Niedersachsen einbezogen und wird von der Linie RS 4 bedient.
| Linie | Verlauf | Takt   |
| ----- | --- | ------ |
| RS 4  | Bremen Hbf – Bremen-Neustadt – Heidkrug – Delmenhorst – Hoykenkamp – Schierbrok – Bookholzberg – Hude – Berne – Elsfleth – Kirchhammelwarden – Brake (Unterweser) – Rodenkirchen (Oldb) – Kleinensiel – Nordenham Stand: Fahrplanwechsel Dezember 2023 | 60 min |

Die Züge halten seit dem 14. Dezember 2014 zusätzlich zum Bahnhof Brake auch wieder in Kirchhammelwarden, nachdem dieser Haltepunkt reaktiviert wurde. Die Landesnahverkehrsgesellschaft Niedersachsen hat der Reaktivierung zugestimmt. Der Braker Stadtrat hat im Frühjahr 2012 die notwendige Bauplanung für Bahnsteig, Parkplätze und Fahrradunterstand beschlossen. Die Station Golzwarden ist seit den 1980er Jahren und auch weiterhin außer Betrieb.

#### ÖPNV
1998 wurde der WeserSprinter (VBN-Buslinie 440) von Bremerhaven bzw. Blexen über Brake nach Oldenburg eingeführt. Da der Wesertunnel zunächst noch in Bau war, nutzte der Bus die Fähre von Bremerhaven nach Blexen.

#### Straßenverkehr
Über den nördlich von Brake gelegenen und ausschließlich für den motorisierten Verkehr zugelassenen Wesertunnel besteht seit Januar 2004 eine direkte Anbindung an das Autobahnnetz (A 27). Mit Oldenburg ist die Stadt über die Bundesstraße 211 verbunden und mit Nordenham bzw. Elsfleth über die Bundesstraße 212.
Mit dem geplanten Bau der A 22 bekäme Brake einen direkteren Anschluss an das deutsche Autobahnnetz. Der Bau der A 22 gilt zwar als beschlossene Sache, es ist jedoch noch offen, wann mit dem Bau begonnen werden soll.
Die Bundesstraße 211 neu ist als Umgehung der alten Führung der Bundesstraße 211 durch die Wohngebiete 2021 fertiggestellt worden. Die Strecke verläuft westlich der Kreuzung Weserstraße / B 212 zwischen Ovelgönne und der alten Trasse (Popkenhöge, Strückhausermoor und Mittelort) entlang und schließt südwestlich von Mittelort wieder an die alte Straßenführung an.

#### Schiffs- und Fährverkehr

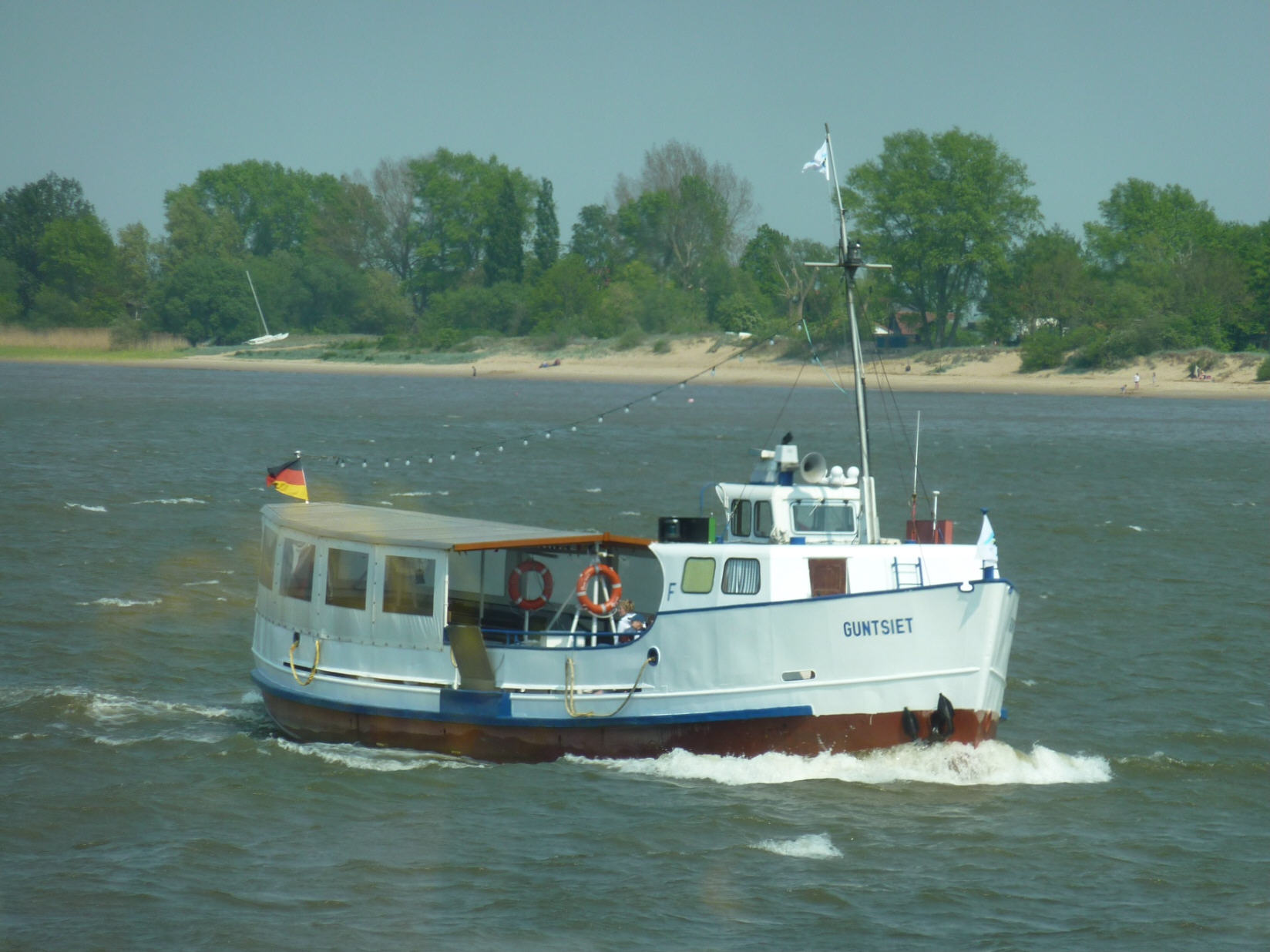
Fähre Guntsiet

Mit dem gegenüberliegenden Weserufer ist Brake über die Schnellfähre Brake–Sandstedt verbunden. Zur Weserinsel Harriersand besteht eine Fährverbindung nur für Fußgänger und Radfahrer.
In der Sommersaison verkehrt (täglich außer montags und freitags) auf der Unterweser das Ausflugsschiff Oceana der Firma Hal över zwischen Bremen und Bremerhaven mit Halt in Brake – jeweils eine Hin- und Rückfahrt mit Halt an der Braker Kaje.
Im Binnenhafen, der über eine Seeschleuse zu erreichen ist, werden Küstenmotorschiffe und Binnenschiffe für den Logistikverkehr abgewickelt. Im Seehafen Brake werden Forstprodukte, Eisen, Stahl, Anlagen, Futtermittel und Getreide umgeschlagen. Im Jahr 2021 wurden hier 5,136 Millionen Tonnen Güter umgeschlagen.
Zur Betreuung der Seeleute in den Häfen von Elsfleth, Brake und Nordenham betreibt die Deutsche Seemannsmission Unterweser e. V. in Brake den ökumenischen Seemannsclub Pier One.

#### Fahrradwege in Brake
Brake ist angebunden an die Deutsche Sielroute, den Weserradweg und an den Radrundweg Unterweser.

## Persönlichkeiten

### Söhne und Töchter der Stadt

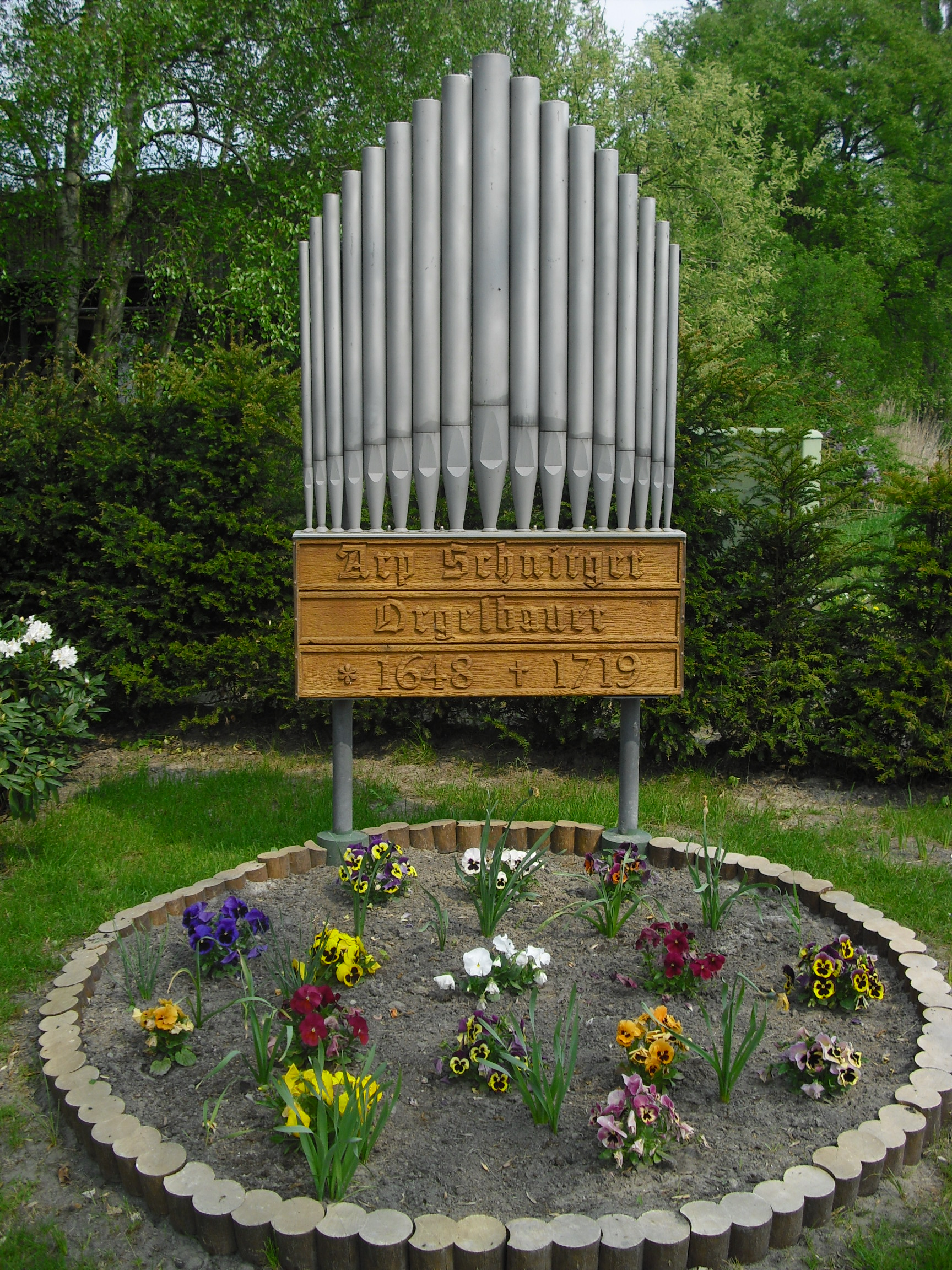
Arp-Schnitger-Denkmal in Schmalenfleth

- Arp Schnitger (1648–1719), Orgelbauer, geboren vermutlich in Schmalenfleth, heute Ortsteil von Brake
- Hermann Gerhard Müller (1803–1881), Bürgermeister von 1856 bis 1881 und nationalliberaler Reichstagsabgeordneter
- Johann Georg Claussen (1808–1885), Unternehmer und Abgeordneter der Bremer Bürgerschaft
- Theodor Köppen (1828–1903), akademischer Maler
- Karl Diedrich Adolf Groß (1833–1905), Unternehmer, Reeder, Politiker und Präsident des Oldenburgischen Landtags
- Georg Seebeck (1845–1928), Werftbesitzer, geboren in Brake-Hammelwarden, in Brake beerdigt
- Johan Georg Claussen (1862–1913), deutscher Konsul in Mazatlán, Mexiko. In dieser Stadt ist die Claussen Promenade, eine Strandpromenade, nach ihm benannt
- Emil Pleitner (1863–1925), Seminaroberlehrer, Journalist, Historiker, Schriftsteller, Dichter und Übersetzer
- Johannes Müller (1864–1932), Unternehmer und Politiker (DFP, DVP), Abgeordneter im Oldenburgischen Landtag
- Richard Ohlrogge (1866–1949), Nautiker und Unternehmer
- Hermann Strasosky (1866–1950), Theologe
- Wilhelm Morisse (1870–1936), Maler und Restaurator
- Erich Hoyer (1880–1943), evangelisch-lutherischer Geistlicher
- Heinrich Mesch (1881–1938), Politiker (SPD), Abgeordneter im Landtag von Lippe
- Georg von der Vring (1889–1968), Schriftsteller und Maler, Ehrenbürger der Stadt Brake
- Johann Duken (1889–1954), Pädiater, Hochschullehrer und Nationalsozialist
- Heinz Lampe (1896–1951), Politiker (NSDAP) und SA-Führer
- Gertrud Hüssy, geborene Dalgas (1897–1985), Mitbegründerin der Bruderhofbewegung
- Wilhelm Meendsen-Bohlken (1897–1985), deutscher Marineoffizier, Vizeadmiral im Zweiten Weltkrieg, Schiffskommandant
- Gerd Achgelis (1908–1991), deutscher Kunstflieger, geboren in Golzwarden
- Hans Looschen (1907–1987), Flottillenadmiral
- Hans Hinrich Flöter (1910–2011), reformierter Theologe und Pädagoge
- Thora Thyselius (1911–1991), niederdeutsche Autorin
- Richard Dürrfeld (1914–2002), Jurist, Gerichtspräsident und Verbandsfunktionär
- Hans Bunje (1923–2008), Schriftsteller, Dramatiker und Hörspielautor
- Heinz Menkens (* 1930), Jurist, Richter, Präsident des Landesarbeitsgerichts Bremen[22]
- Charlotte Gödicke (1932–2013), Lehrerin und Entwicklungshelferin
- Wilfried Körtzinger (1933–2022), Künstler, Architekt und Kunstpädagoge
- Ilse Lakmann (1935–2013), Politikerin (SPD) und Mitglied der Bremischen Bürgerschaft
- Georg Schumacher (1936–2015), Kaufmann und Politiker (CDU), Mitglied der Bremischen Bürgerschaft
- Enno Thümler (* 1937), Politiker (CDU), Mitglied des Landtages von Niedersachsen
- Udo Wille (* 1939), Politiker (SPD), Mitglied der Bremischen Bürgerschaft
- Beate Schmolke-Hasselmann (* 1946), Autorin, Esoterikerin
- Lutz Ackermann (* 1945), Journalist sowie Hörfunk- und Fernsehmoderator
- Klaus Busch (* 1945), Politikwissenschaftler und Hochschullehrer
- Hans Alexy (* 1952), Richter und Vizepräsident des Oberverwaltungsgerichts der Freien Hansestadt Bremen
- Amke Dietert-Scheuer (* 1955), Politikerin (Bündnis 90/Die Grünen), Mitglied des Bundestages
- Niels Stolberg (* 1960), Unternehmer, Gründer und ehemaliger geschäftsführender Gesellschafter der Beluga Shipping GmbH
- Heide Gluesing-Luerssen (* 1961), deutsche Mathematikerin und Hochschullehrerin; Professorin an der University of Kentucky
- Burkhard Dick (* 1963), Augenarzt und Hochschullehrer
- Ralf Lungershausen (* 1963), Brigadegeneral
- Anne Groß (* 1963), Präsidentin des Hamburgischen Oberverwaltungsgerichts
- Viktoria Urmersbach (* 1969), Historikerin und Journalistin
- Oliver Ibert (* 1970), Geograph
- Björn Thümler (* 1970), Politiker (CDU), Abgeordneter im Landtag von Niedersachsen und niedersächsischer Minister für Wissenschaft und Kultur
- Michael Ehré (* 1971), Schlagzeuger der Band Gamma Ray
- Anke Erdmann (* 1972), Politikerin (Bündnis 90/Die Grünen), Abgeordnete im Landtag von Schleswig-Holstein
- Dimo Wache (* 1973), Fußballspieler
- Sina Beckmann (* 1981), Politikerin (Bündnis 90/Die Grünen), Abgeordnete im Landtag von Niedersachsen

### Mit Brake verbunden
- Bernhard Dietrich Funke (1799–1837), deutscher Maler und Lithograf; verbrachte seine Kindheit und Jugend in Brake.
- Karl Rudolf Bromme (1804–1860), genannt Brommy; Admiral der ersten deutschen Flotte, gestorben 1860 in St. Magnus bei Bremen, beerdigt in Brake-Kirchhammelwarden
- Eduard Scheve (1836–1909), Gründer der evangelisch-freikirchlichen Diakonie und Außenmission, war zeitweilig Pastor in Brake
- Ludwig Schauenburg (1839–1909), 1886 bis 1909 Pastor in Golzwarden, Kirchenhistoriker
- Ernst Wempe (1881–1949), Jurist, ab 1911 Bürgermeister in Brake, später Oberbürgermeister in Schwerin
- Paul Brodek (1884–1942), Abgeordneter des Oldenburgischen Landtags, Ratsherr und Mitglied des Magistrats der Stadt Brake
- Karl Bunje (1897–1985), niederdeutscher Autor, lebte nach 1920 in Brake, gründete 1932 die Niederdeutsche Bühne und leitete diese bis 1935
- Ernst Albrecht (1930–2014), Politiker (CDU), Ministerpräsident Niedersachsen, machte in Brake sein Abitur
- Kurt Seibert (* 1944), Pianist und Kammermusiker, lebt in Brake.
- Helmut Debus (* 1949), plattdeutscher Liedermacher, wuchs in Brake auf.
- Dragos Pancescu (* 1967), Ratsherr, Kreistagsabgeordneter, Landtagsabgeordneter (Grüne), lebt seit 1998 in Brake
- Simon Zeimke (* 1983), Politiker (CDU), war Ratsherr in Brake